# Frida Nordstrand
Karin Frida Teresia Nordstrand, född 23 oktober 1980 i Sandvikens församling, Gävleborgs län, är en svensk journalist och sportkommentator på Viaplay. Nordstrand är uppvuxen i Sandviken där hon bodde till 10-årsåldern. Familjen bosatte sig därefter i Spanien under några år innan hon återvände till Sverige.

## Biografi
Nordstrand är utbildad skådespelare på Spegelteatern i Stockholm och arbetade där samtidigt som hon utbildade sig till personlig fystränare. Det ledde henne in i TV-världen. Hon arbetade bland annat med rehabilitering inom några idrottsklubbar och gav personliga träningsråd på Kanal Lokal. Hon blev senare värvad till Viasat Sport där hon framför allt bevakar Uefa Champions League och Formel 1. I september 2017 offentliggjorde C More och TV4 att de värvat Nordstrand, för att där bland att arbeta med lanseringen av Sportkanalen och landslagsfotbollen under 2018. Från säsongen 2018/2019 kom Nordstrand även överta ta den roll som Ida Björnstad hade haft i C Mores tv-sändningar runt Hockeyallsvenskan. Där hon kom att arbeta tillsammans med Patrik Westberg, Axel Pileby, Harald Lückner och Mike Helber. Hon har bland annat lett tv-programmen Superstars 2011 och Vinnarskallar 2019.
År 2011, 2013 och 2015 blev hon nominerad till Årets sport-tv-profil på Kristallengalan.
Frida Nordstrand är sambo med Jan-Erik Berg (född 1979), som spelat i IF Brommapojkarna.